# Wunai
Le wunai (ou hm nai, ng'nai, chinois 唔奈 wúnài) est une langue hmong-mien parlée dans la province de Hunan en Chine. 

## Classification interne
Le wunai est considéré par les chercheurs chinois comme faisant partie du même groupe que le baheng. 

## Sources
- (fr) Niederer, Barbara, 1998, Les langues Hmong-Mjen (Miáo-Yáo). Phonologie historique, Lincom Studies in Asian Linguistics 07, Munich, Lincom Europa  (ISBN 3 89586 211 8)